# Roland Racine
Roland Racine (1928. július 13. – Echandens, 2014. április 6.) svájci nemzetközi labdarúgó-játékvezető. Más források szerint Gerard Racine.

## Pályafutása

### Nemzeti játékvezetés
Pályafutása során hazája legfelső szintű labdarúgó-bajnokságának játékvezetője lett. Az aktív nemzeti játékvezetést 1978-ban, a felső korhatár elérésével fejezte be.

#### Nemzeti kupamérkőzések
Vezetett Kupa-döntők száma: 1.

##### Svájci Kupa
| Időpont           | Helyszín               | Mérkőzés típusa | Mérkőzés               | Eredmény | Nézők száma |
| ----------------- | ---------------------- | --------------- | ---------------------- | -------- | ----------- |
| 1975. március 31. | Wankdorf Stadion, Bern | döntő           | FC Basel–FC Winterthur | 2 – 1    | 28 000      |

### Nemzetközi játékvezetés
A Svájci labdarúgó-szövetség Játékvezető Bizottsága (JB) terjesztette fel nemzetközi játékvezetőnek, a Nemzetközi Labdarúgó-szövetség (FIFA) 1972-től tartotta nyilván bírói keretében. Több nemzetek közötti válogatott és klubmérkőzést vezetett, vagy működő társának partbíróként segített. Az aktív nemzetközi játékvezetéstől 1978-ban búcsúzott. Válogatott mérkőzéseinek száma: 3.

#### Világbajnokság
Tunézia rendezte az 1., az 1977-es ifjúsági labdarúgó-világbajnokságot, ahol a FIFA JB bíróként alkalmazta.
| Időpont          | Helyszín                       | Mérkőzés típusa        | Mérkőzés         | Eredmény |
| ---------------- | ------------------------------ | ---------------------- | ---------------- | -------- |
| 1977. június 28. | Chedli Zouiten Stadion, Tunisz | selejtező (B. csoport) | Marokkó–Honduras | 0 – 1    |

#### Nemzetközi kupamérkőzések

##### UEFA-kupa
| Időpont           | Helyszín                         | Mérkőzés típusa               | Mérkőzés                    | Eredmény |
| ----------------- | -------------------------------- | ----------------------------- | --------------------------- | -------- |
| 1974. október 23. | ETO Park Stadion, Győr           | második forduló (1. mérkőzés) | Rába ETO–Fortuna Düsseldorf | 2 – 0    |
| 1975. november 5. | José Alvalade Stadion, Lisszabon | második forduló (2.mérkőzés)  | Sporting CP–Vasas SC        | 2 – 1    |

## Magyar vonatkozások
1976-ban Budapesten az UEFA XXIX. ifjúsági tornájára érkezett a svájci csapattal. A torna legidősebb játékvezetője volt, 48 évével.